# 新疆塔里木胡杨国家级自然保护区
新疆塔里木胡杨国家级自然保护区是位于中华人民共和国新疆维吾尔自治区巴音郭楞蒙古自治州尉犁县和轮台县境内的国家级自然保护区。保护区成立于1983年，并在2006年升级为国家级自然保护区。主要保护对象为胡杨林、灰胡杨林。新疆塔里木胡杨国家级自然保护区是中华人民共和国境内面积最大的胡杨林保护区。

## 地理信息

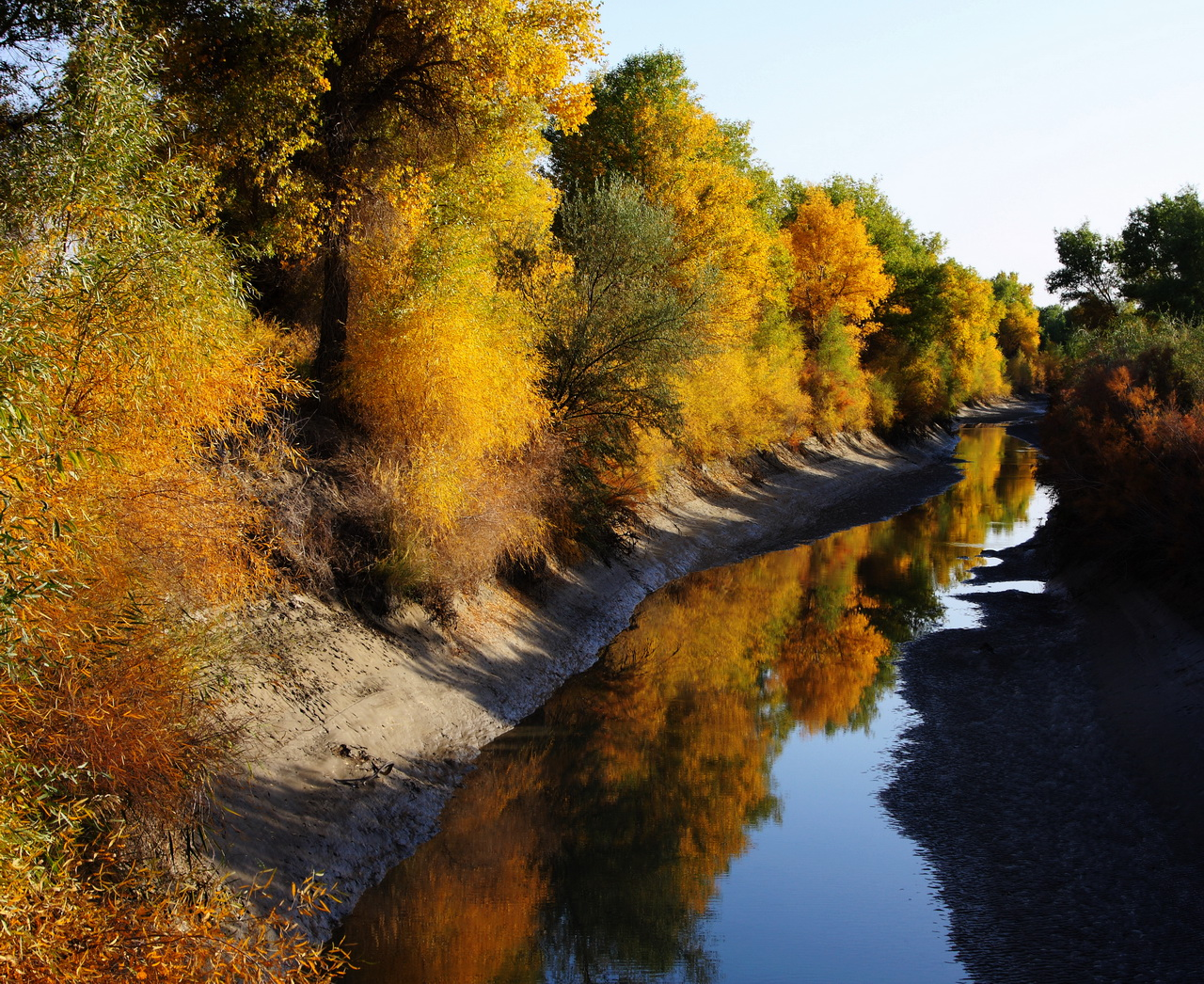
塔里木河两岸的胡杨林

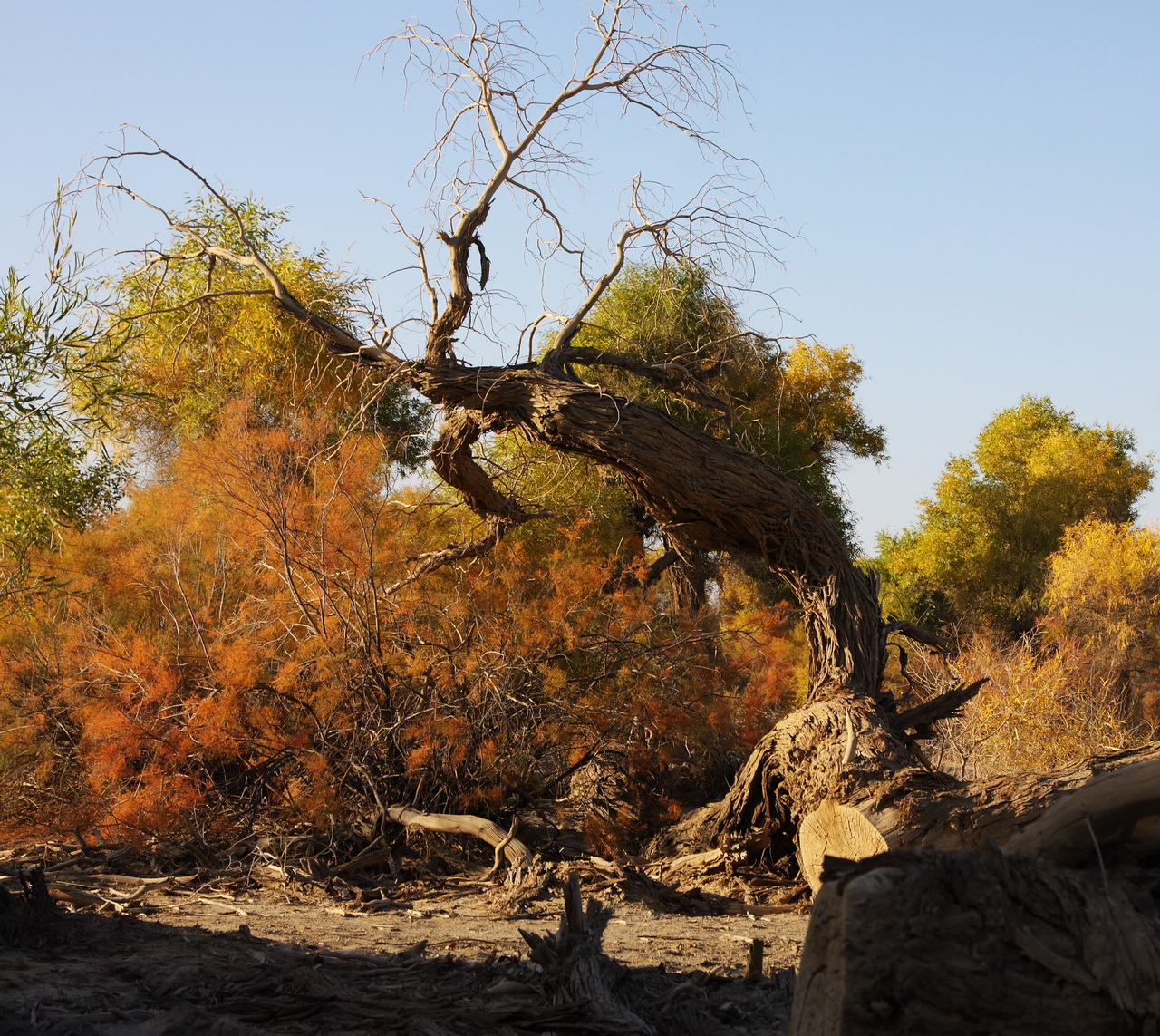
塔里木河两岸的胡杨林

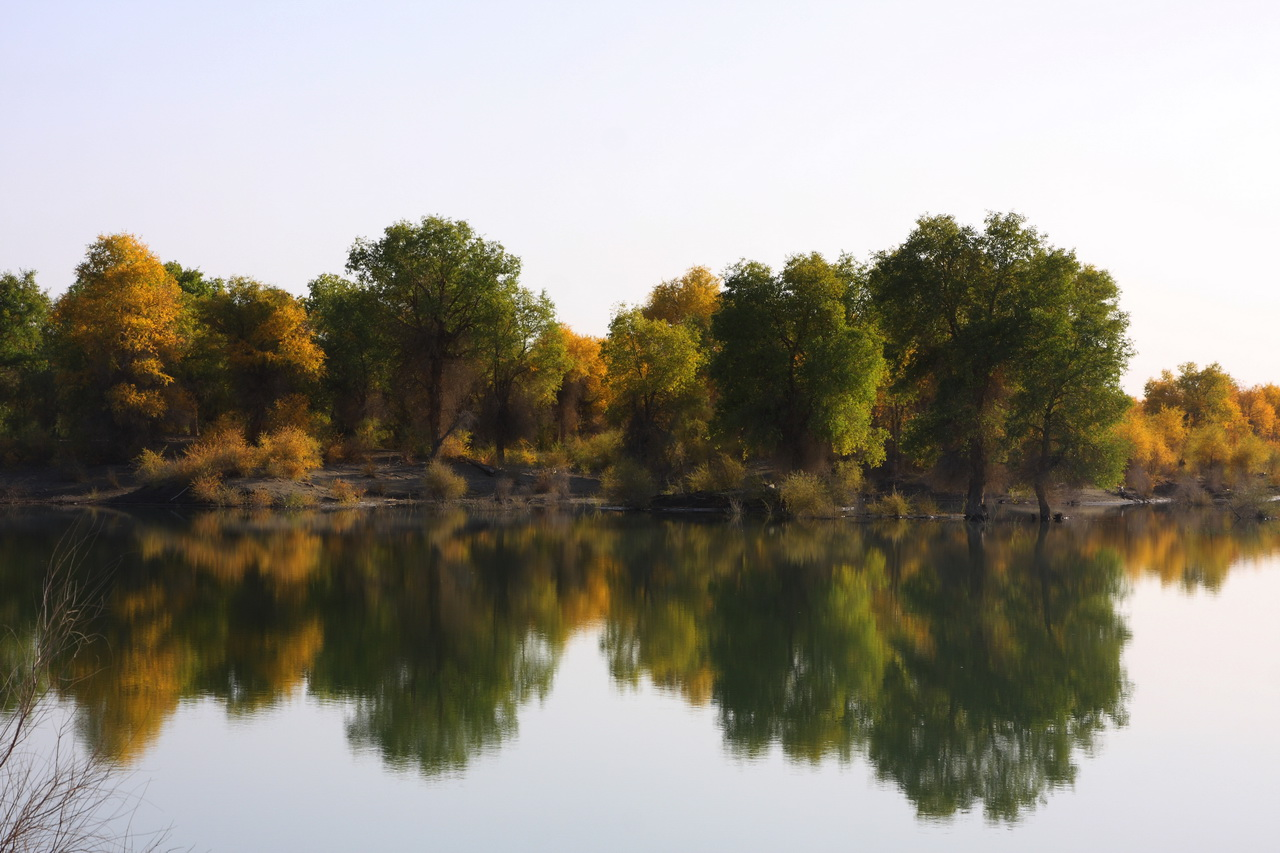
塔里木河两岸的胡杨林

新疆塔里木胡杨国家级自然保护区位于中华人民共和国新疆维吾尔自治区巴音郭楞蒙古自治州尉犁县和轮台县境内。地理上地处塔克拉玛干沙漠北缘，塔里木河中游地区。保护区范围东经84°15-85°30'，北纬40°55'-41°15'，总面积3,954.2平方千米，其中核心区面积1,803.82平方千米，缓冲区面积330.41平方千米，实验区面积1819.95平方千米。塔里木河自西向东贯穿保护区，在保护区长度超过162千米。保护区内常年河流总长度超过310千米。保护区气候属于温带大陆性荒漠气候，日照时间长，日温差大，年平均气温10摄氏度左右，其中1月平均气温零下接近9摄氏度到超过零下10摄氏度，7月平均气温接近25摄氏度。极高温超过43摄氏度，极低温度超过零下25摄氏度。无霜期218天。年均降水量超过45毫米，蒸发量则达1887到2910毫米。保护区内时常遭受干热风和大风的侵袭，年均有15日的8级以上大风。保护区海拔800米到940米 ，为冲积洪积平原或沙漠，地势较为平坦，包括塔里木河两岸的河漫滩，洪水积水洼地、古河道、季节性河道、平原湖周围地带及沙漠边缘地带。这里成为胡杨和柽柳等植被合适的生长地。保护区内湿地面积超过500平方千米，其中包括草本沼泽、灌丛沼泽、森林沼泽、沼泽化草甸在内的沼泽湿地超过470平方千米，河流湿地可分为永久性河流、季节性河流及洪泛平原，共近100平方千米，保护区内人工湿地包括库塘、输水河，约12平方千米。

## 动植物

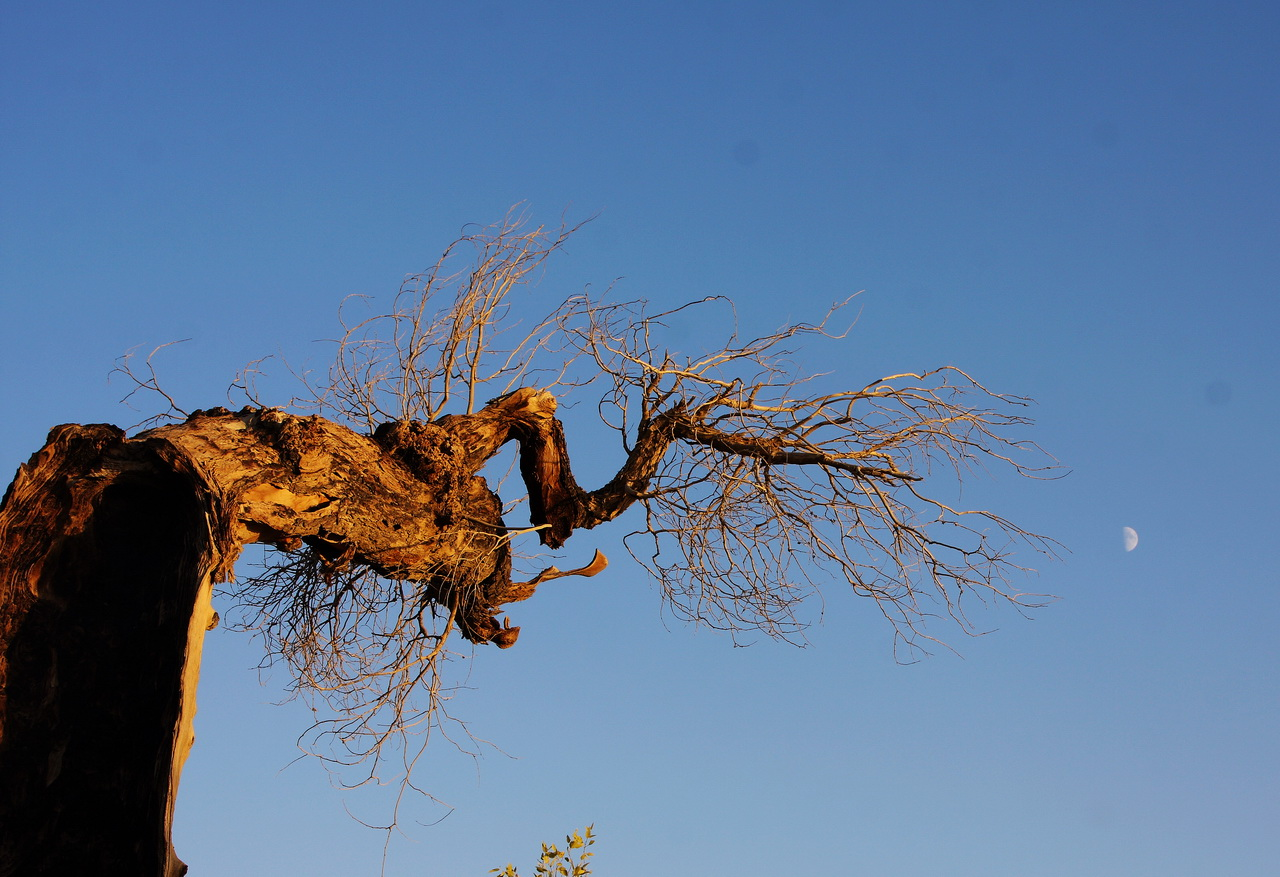
胡杨

新疆塔里木胡杨国家级自然保护区已知有1科1属1种的链束植物，34科84属132种种子植物，其中裸子植物1科1属2种，被子植物32科82属129种。主要包括胡杨、灰胡杨、骆驼刺、尖果沙枣、沙蓬、沙棘、柽柳等，其中包括被列入《中华人民共和国国家重点保护野生植物名录》的肉苁蓉。保护区内已知脊椎动物65科200余种，其中哺乳动物6目15科28种，鸟类17目40科140种，爬行动物2目3科19种，两栖动物1目2科4种，鱼类1目3科19种。其中有被列入《濒危野生动植物物种国际贸易公约》的有金雕、白肩雕、雕鸮等32种，保护区内动物中被列入《中华人民共和国国家重点保护野生动物名录》的一级保护野生动物包括金雕、白肩雕、小鸨、黑鹳、白尾海雕、野双峰驼、新疆大头鱼等8种，二级保护野生动物26种，包括红隼、塔里木马鹿、塔里木兔、大天鹅、鹅喉羚、草原斑猫、塔里木裂腹鱼等。另外，栖息于此的黄头鶺鸰、黄鶺鸰、杓鹬等13种候鸟被列入《中澳保护候鸟及其栖息环境的协定》，大白鹭、大麻鳽等41种候鸟被列入《中日保护候鸟及其栖息环境的协定》。另外，已经灭绝的新疆虎也曾经生活在包括保护区在内的塔里木河流域。

### 胡杨林

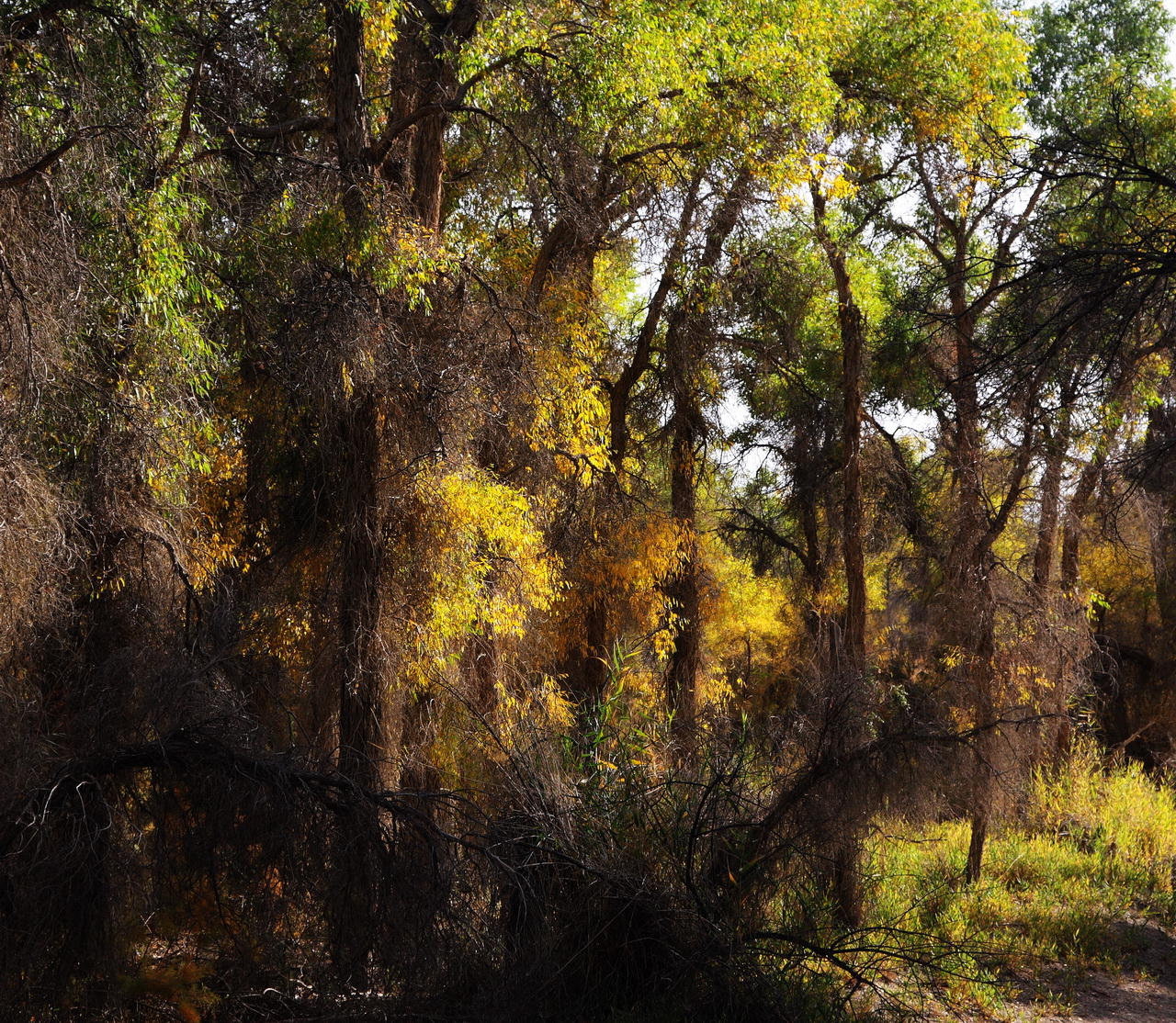
塔里木河两岸的胡杨林

新疆塔里木胡杨国家级自然保护区胡杨林的分布和水源密切相关，青年林、幼林往往生长在新河道沿岸，河道年代越久远，胡杨林年纪也越大。季节湖周围的胡杨林由内向外逐渐变老。胡杨林纯林面积较少，多为地处在远离水源的退化林。保护区内草本和灌木组成的混交林也有胡杨的出现，但往往不连续。也因此，保护区内主要有4种林型。塔里木河的河漫滩、沙洲和干河床处水源更为充足，此处的土壤多为胡杨林土，这里生长着一般是2到4米高的胡杨幼林。常见的伴生植物包括以红柳为主的柽柳、芦苇、莎草等。而在塔里木河河间地段，一般生长着高度在10到14米的中龄，近熟胡杨林，土壤类型主要为盐渍化胡杨林土。伴生植物为2到3米高的红柳，草本植物主要为芦苇，也有甘草、小蓟的分布。相对稳定的成熟胡杨林则一般分布在塔里木河一级阶地，土壤主要为荒漠森林土，此处郁闭度相对较高。林下植物为多种红柳，草本植物包括芦苇、甘草、大花野麻等。比其更高的河岸高阶地上，土壤盐渍化情况进一步加剧，此处的胡杨林林冠稀疏，郁闭度较低。伴生植物中红柳的数量减少，主要伴生植物为铃铛刺、盐穗木等，草本植物则包括骆驼刺、白麻、花花柴等。
胡杨林是塔里木河沿岸极端干旱地区唯一能生存的森林类型，保护区胡杨林面积占塔里木河胡杨林面积的1.3%。1973年到21世纪伊始，塔里木河沿岸的胡杨林面积从超过125,200平方千米持续下降到不足62,650平方千米。水域面积从超过120平方千米下降到刚超过57,000平方千米，其间有所恢复。盐碱地面积从1973年到2000年持续增加，从不足34,000平方千米增加到了超过75,000平方千米。2006年，保护区内胡杨林面积超过960平方千米，柽柳灌木林面积则近850平方千米。然而到了2015年，保护区胡杨林面积下降至近580平方千米，柽柳灌木林面积则不到623平方千米。保护区林地面积超过1,810平方千米，在2015年，中华人民共和国国家级公益林地面积1175平方米千米，地方公益林面积近800平方千米。荒地面积超过1,954平方千米，其他则由水域或农地构成。在塔河输水工程等修复项目实施后，灌木林面积有所恢复，胡杨林则恢复较慢。

## 风险与保护

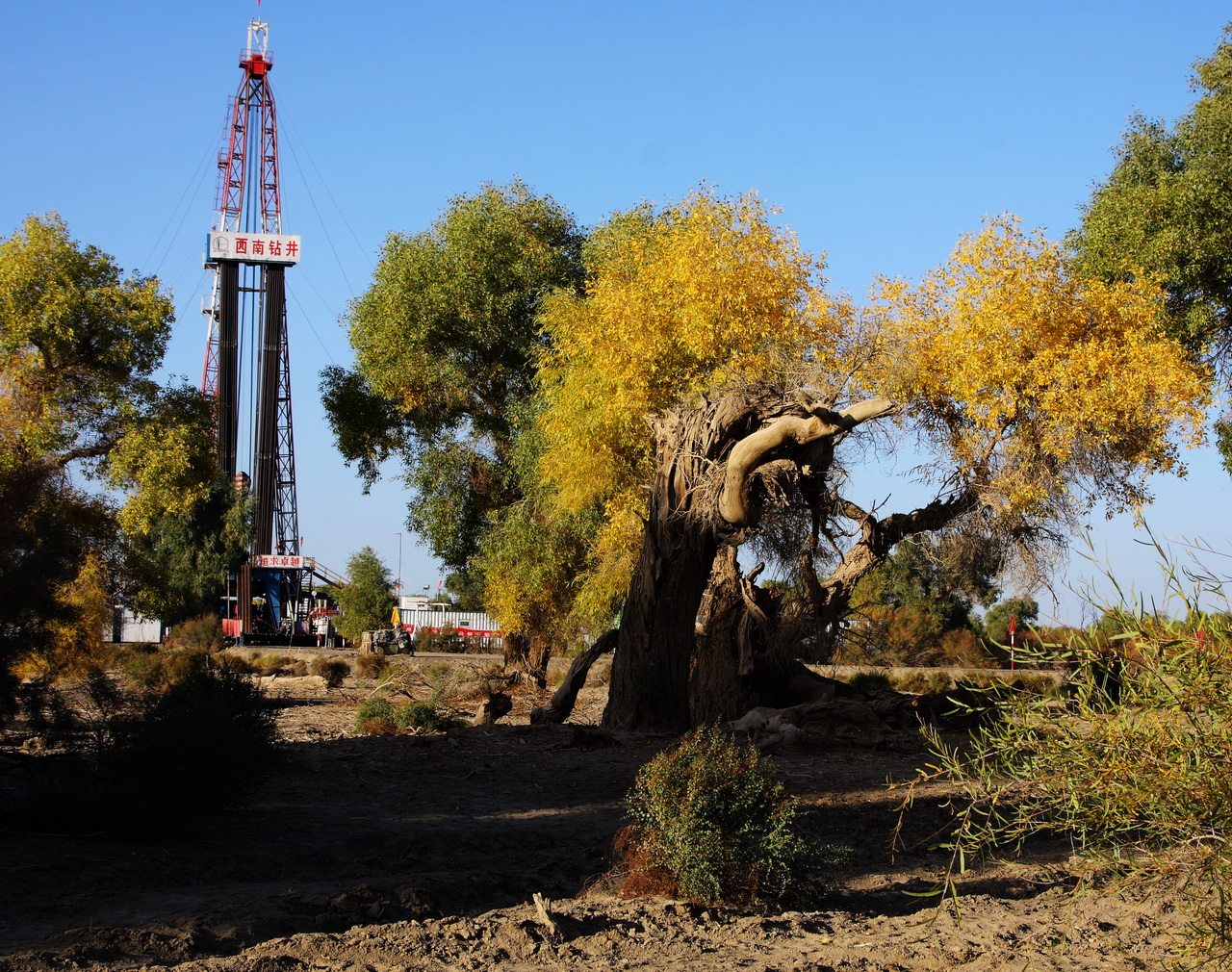
2008年，胡杨林及旁边的钻井

为了保护塔里木河沿岸的胡杨林，塔里木胡杨自然保护区经新疆维吾尔自治区人民政府批准，成立于1983年。2006年保护区升级为国家级自然保护区。2007年，《塔里木胡杨国家级自然保护区管理条例》正式颁布，并在2020年以前先后三次修订该条例。
各级政府对不同的胡杨林风险采取过不同的应对措施。水源是胡杨林分布和生长状态重要的条件之一。在如沼泽、湖岸、沿河等靠近水域的地区胡杨等覆盖率相对较高，荒漠地区则看不到生存的植物。干河道、古河道则会出现大片枯死的胡杨、红柳等植被。地下水也是影响胡杨等植物生长因素之一。地下水的丰寡，水质的好坏不仅会直接影响植物，也会改变土壤含盐量，而胡杨本身是泌盐植物，土壤盐化会进一步影响植物的生长。除此之外，因为新疆塔里木胡杨国家级自然保护区内植被类型少，覆盖率也不高，食物链相对简单，生态系统构成并不复杂。这使得保护区内物种、群落生态系统抗干扰能力低，容易造成破坏，甚至会出现灭绝的可能。因为沟渠、水库的兴建，从20世纪70年代开始，塔里木河下游开始面临连续30年出现断流的情况。自1992年到1999年，保护区内湿地受人工活动等因素的干扰，变化速率较大。保护区内湿地面积减少了16.8%。为了解决包括保护区在内的塔里木河沿岸水资源所带来的生态问题，中华人民共和国中央人民政府投资超过100亿人民币，开始治理塔里木河流域。并于2000年5月中旬，开始实施生态输水工程。工程实施后的近20年里（1999年到2016年），湿地面积缓慢恢复了6.9%。截至2019年，已经补水20次。虽然恢复过程缓慢，但快速退化趋势得到抑制。2019年3月，塔里木河流域胡杨林拯救行动正式开启。该行动通过修建引洪渠、简易拦洪坝等方式，将洪水作为灌溉用水引入包括保护区胡杨林在内的塔里木河沿岸胡杨林从而达到灌溉的目的。仅2019年，引洪灌溉100平方千米的胡杨林，修建疏通渠道10余条，超过50千米的引洪渠或被清淤或被新建，修建拦水坝9处。
病虫害也威胁着保护区内外的胡杨林。胡杨所面对的虫害主要来自于春尺蠖、异叶胡杨个木虱、大青叶蝉、弧目大蚕蛾等，主要病害包括叶锈病、干腐烂病和各类叶斑病等。 其中春尺蠖带来的危害最为严重。当地林业部门采取通过飞机喷洒苏云金杆菌可湿性粉剂等生物制剂，以及去除胡杨树主干三米以下的树枝等方式应对春尺蠖。
人类活动是另一个威胁塔里木河沿岸胡杨林的因素。除了塔里木河上游用水量的增加外，农业、畜牧业生产活动会破坏胡杨林等植被、土壤。保护区内有较为合适的棉花种植土壤，20世纪90年代在本不应该有人类活动的保护区核心区内，依然出现了开荒种棉的现象。保护区范围内，也有以山羊、马、牛为主的畜牧产业并采取放牧的形式。这让保护区内的胡杨幼林、芦苇、甘草 、野草成为了这些动物的食物。除此之外，保护区盗挖甘草、罗布麻等草药的事件时有发生。21世纪初的塔里木河治理项目中，为了减少人类活动带来的影响，轮台县的草湖乡、尉犁县的喀尔曲尕乡的居民执行了塔河生态移民工程，从胡杨林中集体迁出。另外，塔里木盆地拥有着中国境内较大的油气区，石油勘探对保护区内胡杨林有所损害，20世纪90年代初期，就有超过4平方千米的胡杨林被直接破坏，生活用地、生产井、勘探井、水井、道路、输油管线、临时用地等占地60多平方千米。勘探井、生产井所产生的泥浆、粉尘对周围区域亦会造成污染。油田试产井所喷出天然气的燃烧，会迫使生活于此的野生动物迁离。2018年，中国石化西北油田分公司为了给塔里木胡杨林国家级自然保护区让路，将超过30口油气井、5座地面集输站场和超过150公里油气集输管线等油气设施撤出保护区。与此同时，中国石油塔里木油田公司包括29口单井和1处临时生活设施在内的油气生产设施全部退出新疆塔里木胡杨林国家级自然保护区核心区。另外，20世纪90年代，在新疆塔里木胡杨国家级自然保护区的试验区内建设了塔里木胡杨林国家森林公园。轮民沙漠公路建成后，前往森林公园游玩的游客数量增加。森林公园的基础设施建设，游客带来的垃圾，游客聚集造成的噪声，都会对保护区内动植物的生长繁殖带来一定的负面影响。除上述风险外，保护区及塔里木河沿岸胡杨林的保护管理还面临着资金不足、胡杨林区基础设施建设滞后、管理体制不顺等方面带来的影响。
除了保护项目的进行，保护区内还进行了若干科研项目。新疆大学等科研单位曾对新疆塔里木胡杨国家级自然保护区内游塔里木马鹿的种群数量、栖息地现状、生境动态等方面进行研究。中国科学院新疆生态与地理研究所等单位曾对保护区植被净初级生产力的时空动态特征进行研究。